# James Robertson Justice
James Robertson Justice (15 de junio de 1907 - 2 de julio de 1975) fue un famoso actor británico de los años 1940, 1950 y 1960.

## Biografía
James Norval Harald Robertson Justice nació el 15 de junio de 1907 en el distrito de Lee, Lewisham, en el sur de Londres. Era hijo de James Robertson Justice, un geólogo escocés de Aberdeen. Educado en el  Marlborough College, en Wiltshire, Justice comenzó a estudiar Ciencias en el University College de Londres  pero dejó la institución tras el primer año y se pasó a la carrera de Geología, en la Universidad de Bonn. Abandonó un curso después. 
En 1927,  volvió a Reino Unido y se hizo periodista de Reuters en Londres, acompañando a Ian Fleming, el creador de James Bond. Tras un año, emigró a Canadá, donde trabajó como vendedor de seguros, enseñó inglés en una escuela de niños y fue leñador  o minero. Volvió sin un centavo a Inglaterra, en un carguero holandés, pagando su pasaje con su trabajo a bordo.
A su regreso a Inglaterra sirvió como secretario de la Asociación Británica de Hockey sobre hielo a principios de los años 1930 y llevó el equipo de Reino Unido al Campeonato Europeo de 1932, en Berlín. El equipo quedó en séptimo lugar. Combinó sus actividades administrativas en 1931 y 1932 actuando como portero en un equipo de fútbol, el London Lions.
Participó en carreras de coches durante los años 1930, y se integró en las Brigadas Internacionales durante la Guerra civil española, al lado de los republicanos. De regreso a Inglaterra, se unió a la Reserva Naval de Voluntarios Reales, aunque tras ser herido en 1943 dejó el Ejército.
En 1941, Justice se había casado con  la enfermera Dillys Hayden (1914-1984), en Chelsea. Pronto nacería su primer hijo, llamado James.
En 1950 participó sin éxito como candidato en las Elecciones generales por el distrito electoral de North Angus and Mearns, por el Partido Laborista.
Especialmente dotado para las lenguas, hablaba casi una decena de idiomas: español, francés, griego, danés, ruso, alemán, italiano, holandés  y gaélico escocés.

### Carrera de actor
Justice comenzó a actuar después de unirse al Players 'Theatre de Londres. El club, bajo la presidencia de Leonard Sachs, quien más tarde fue presidente de The Good Old Days en la BBC y organizaría las noches del Victorian Music Hall. Reemplazando a Sachs una noche, fue recomendado para la película For Those in Peril (1944).
Como actor, con una fuerte personalidad, físico voluminoso y una voz rica y retumbante, pronto se ganó el puesto de actor secundario en comedias británicas de calidad. Su primer papel protagónico fue el de director de cine en la película Vice Versa (1948), escrita y dirigida por Peter Ustinov, quien lo eligió en parte porque había sido "un colaborador de mi padre en Reuters". Justice fue el exigente cirujano Sir Lancelot Spratt en la serie de películas "Doctor" de las décadas de 1950 y 1960, comenzando con Doctor in the House (1954), interpretando el papel por el que posiblemente fuera más recordado. En sus películas a veces se le acreditó como Seumas Mòr na Feusag (gaélico escocés), James R. Justice, James Robertson o James Robertson-Justice.
El 31 de agosto de 1957, ayudó a lanzar el canal de televisión Scottish Television, presentando el primer programa del canal, This is Scotland. En la película de guerra Los cañones de Navarone (1961), Robertson Justice tuvo un papel coprotagonista además de narrar la historia. Apareció en cuatro películas más con el coprotagonista de Navarone, Gregory Peck, incluyendo el Capitán Horatio Hornblower (1951) y Moby Dick, en la que Robertson Justice interpretó al capitán de barco manco también atacado por la mítica ballena.